# John Rimmer
John Rimmer (John Thomas „Jack“ Rimmer; * 27. April 1878 in Ormskirk, Lancashire; † 6. Juni 1962 in Liverpool) war ein britischer Leichtathlet und zweifacher Olympiasieger.
Rimmer gewann 1900 die britischen AAA-Meisterschaften über vier Meilen. Bei den Olympischen Spielen 1900 in Paris nahm er zunächst im 1500-Meter-Lauf teil, bei dem er den achten Platz belegte. Einen Tag später gewann Rimmer den 4000-Meter-Hindernislauf mit knapp eineinhalb Meter Vorsprung auf seinen Landsmann Charles Bennett. Zusammen mit Bennett, Alfred Tysoe, Sidney Robinson und Stan Rowley erzielte er im 5000-Meter-Mannschaftslauf einen zweiten Olympiasieg.
Ab 1901 arbeitete Rimmer bei der Stadtpolizei von Liverpool und ging 30 Jahre später als Sergeant in den Ruhestand. Er nahm noch mit über 50 Jahren an Läufen teil und war Präsident des Leichtathletikvereins Sefton Harriers.